# Hugo
Hugo je moško osebno ime.

## Izvor imena
Ime Hugo v slovenščini izhaja od Nemcev. Ti ga razlagajo kot skrajšano obliko iz zloženih imen, ki se začenjajo z Hug-, npr. Hugbald, Hugbert, Hugold, Hugwin. Sestavina Hug- v teh imenih je iz starovisokonemške besede hugu v pomenu »im, razum, pamet«. 

## Različice imena
Hubert, Hugomir, Hugon, Ugo

## Tujejezikovne oblike imena
- pri Angležih, Čehih, Francozi, Nemcih, Nizozemcih, Špancih, Poljakih, Slovaki, Švedi: Hugo
- pri Italijanih: Ugo
- pri Madžarih: Hugó
- pri Rusih: Гуго

## Pogostost imena
Po podatkih Statističnega urada Republike Slovenije je bilo na dan 31. decembra 2007 v Sloveniji število moških oseb z imenom Hugo 82.

## Osebni praznik
V našem koledarju z izborom svetniških imen, udomačenih med Slovenci in njihovimi godovnimi dnevi po novem bogoslužnem koledarju je ime Hugo zapisano štirikrat. Pregled godovnih dni v katerih poleg Huga godujejo še Hugon in osebe, katerih imena nastopajo kot različice navedenih imen.
- 1. april, sv. Hugo, škof († 1. apr. 1132)
- 1. april, Hugo, opat († 1. apr. 1194)
- 29. april, Hugo Veliki, opat († 29. apr. 1109)
- 17. november, Hugo, škof († 17. sep. 1200)

## Zanimivost
Hugo je ime več svetnikov. Eden od njih je Hugo Grenobelski, škof iz 12. stoletja. Pokopan je v grobnici v Grenoblu in velja za zavetnika proti glavobolu († 1. aprila 1132).